# Centenionale
Il centenionale (lat. centenionalis ) era una moneta di bronzo emessa a Roma durante l'Impero romano; fu introdotto nel 346, a causa della forte svalutazione del follis.
Il suo valore non è sicuro; dal nome si può pensare ad un centesimo di siliqua o di miliarense.
Già dopo 8 anni dopo la sua introduzione il valore del centenionale dovette essere ridotto.
Spesso il centenionale raffigurava al dritto il busto corazzato di un imperatore voltato verso destra con lancia e scudo e don diadema sormontato da una croce o da un elmo con crine. 
Si veda nella pagina Monetazione di Costantino e dei Costantinidi